# Život hledáčkem Petra Bruknera
Život hledáčkem Petra Bruknera je televizní dokument z roku 2023 Pavla Bartovského o herci Divadla Járy Cimrmana Petru Bruknerovi. Zároveň jde o prodlouženou verzi krátkého studentského dokumentárního filmu z roku 2019 studentů z FAMO v Písku. Dokument vznikl k výročí 80 let Petra Bruknera.
Film si odbyde svou premiéru 6. prosince 2023 na České televizi (na stanici ČT art).[potřebuje aktualizovat]
O svém kolegovi a příteli zde vyprávějí Zdeněk Svěrák, Petr Reidinger, ale i Petrova manželka Eva a syn Martin.